# Исус (филм, 1979)
„Исус“ (на английски: Jesus/The Jesus Film) е американски библейски филм от 1979 година на режисьорите Питър Сайкс и Джон Криш и е продуциран от Джон Хейман. Главната роля на Исус Христос се изпълнява от Браян Дийкън. Премиерата му е на 19 октомври 1979 г.

## Нахсинхронен дублаж
| Роля  | Изпълнител      |
| ----- | --------------- |
| Исус  | Никола Стефанов |
| Анна  | Марин Янев      |
| Ангел | Марин Янев      |